# Sportverein Waldhof Mannheim 07 1981-1982
Questa voce raccoglie le informazioni riguardanti lo Sportverein Waldhof Mannheim 07 nelle competizioni ufficiali della stagione 1981-1982.

## Stagione
Nella stagione 1981-1982 il Mannheim, allenato da Klaus Schlappner, concluse il campionato di 2. Bundesliga al 6º posto. In Coppa di Germania il Mannheim fu eliminato agli ottavi di finale dal Bochum.

## Rosa
| N. |                          | Ruolo | Calciatore          |
| -- | ------------------------ | ----- | ------------------- |
|    | Germania (bandiera)      | P     | Walter Pradt        |
|    | Germania (bandiera)      | P     | Uwe Zimmermann      |
|    | Germania (bandiera)      | D     | Oskar Bauer         |
|    | Germania (bandiera)      | D     | Roland Dickgießer   |
|    | Corea del Sud (bandiera) | D     | Min-Hai Kim         |
|    | Germania (bandiera)      | D     | Stefan Knapp        |
|    | Germania (bandiera)      | D     | Ulf Quaisser        |
|    | Germania (bandiera)      | D     | Günter Sebert       |
|    | Grecia (bandiera)        | D     | Dīmītrios Tsionanīs |
|    | Grecia (bandiera)        | D     | Pandelis Tsionanīs  |
|    | Germania (bandiera)      | C     | Wolfgang Böhni      |

| N. |                     | Ruolo | Calciatore         |
| -- | ------------------- | ----- | ------------------ |
|    | Germania (bandiera) | C     | Hans Hein          |
|    | Germania (bandiera) | C     | Volker Kispert     |
|    | Germania (bandiera) | C     | Roland Luksch      |
|    | Germania (bandiera) | C     | Dieter Schlindwein |
|    | Germania (bandiera) | C     | Alfred Schön       |
|    | Marocco (bandiera)  | A     | Mohammed Amiq      |
|    | Germania (bandiera) | A     | Karl-Heinz Bührer  |
|    | Germania (bandiera) | A     | Karl-Heinz Emig    |
|    | Germania (bandiera) | A     | Rainer Korlatzki   |
|    | Germania (bandiera) | A     | Jürgen Makan       |
|    | Germania (bandiera) | A     | Fritz Walter       |

## Organigramma societario
Area tecnica
- Allenatore: Klaus Schlappner
- Allenatore in seconda: Klaus Sinn
- Preparatore dei portieri:
- Preparatori atletici:

## Calciomercato

### Sessione estiva
| Acquisti | Acquisti         | Acquisti    | Acquisti |
| R.       | Nome             | da          | Modalità |
| -------- | ---------------- | ----------- | -------- |
| A        | Mohammed Amiq    | Bremerhaven |          |
| D        | Min-Hai Kim      | Darmstadt   |          |
| A        | Rainer Korlatzki | Darmstadt   |          |
| A        | Fritz Walter     | Weinheim    |          |

| Cessioni | Cessioni         | Cessioni             | Cessioni |
| R.       | Nome             | a                    | Modalità |
| -------- | ---------------- | -------------------- | -------- |
| A        | Günter Bruckert  | VfB Eppingen         |          |
| A        | Willi Kiefer     | Washington Diplomats |          |
| C        | Marian Respondek | Freiburger           |          |

### Sessione invernale
| Acquisti | Acquisti | Acquisti | Acquisti |
| R.       | Nome     | da       | Modalità |
| -------- | -------- | -------- | -------- |

| Cessioni | Cessioni | Cessioni | Cessioni |
| R.       | Nome     | a        | Modalità |
| -------- | -------- | -------- | -------- |

## Risultati

### 2. Bundesliga

#### Girone di andata
| Arbitro: | Luca |

|            |           |             |
| Bührer 54’ | Marcatori | 22’ Klinger |

| Arbitro: | Schmidhuber |

|                 |           |  |
| Täuber 62’, 86’ | Marcatori |  |

| Arbitro: | Hontheim |

|                                           |           |  |
| Korlatzki 40’ Makan 49’ Sebert 79’ (rig.) | Marcatori |  |

| Arbitro: | Kautschor |

|              |           |           |
| Willkomm 28’ | Marcatori | 33’ Makan |

| Arbitro: | Ermer |

|                                    |           |         |
| Sebert 23’ Hein 47’ Dickgießer 57’ | Marcatori | 9’ Bein |

| Arbitro: | Huster |

|                            |           |           |
| Völler 60’ (rig.) Waas 74’ | Marcatori | 47’ Makan |

| Arbitro: | Brehm |

|  |           |            |
|  | Marcatori | 57’ Lorenz |

| Arbitro: | Horstmann |

|          |           |            |
| Witt 54’ | Marcatori | 34’ Walter |

| Arbitro: | Ulm |

|                      |           |          |
| Walter 21’ Makan 87’ | Marcatori | 53’ Linz |

| Arbitro: | Malbranc |

|                       |           |            |
| Runge 19’ Dörmann 39’ | Marcatori | 18’ Walter |

| Arbitro: | Kasperowski |

|             |           |  |
| Tüfekçi 75’ | Marcatori |  |

| Arbitro: | Hennig |

|                          |           |             |
| Hein 50’, 65’ Walter 81’ | Marcatori | 34’ Aumeier |

| Arbitro: | Risse |

|                               |           |  |
| Schatzschneider 62’, 71’, 90’ | Marcatori |  |

| Arbitro: | Pauly |

|                 |           |  |
| Schlindwein 76’ | Marcatori |  |

| Fürth 7 novembre 1981, ore 15:00 CET 15ª giornata | Fürth   | 0 – 0 referto | Waldhof Mannheim | Sportpark Ronhof (2 000 spett.)\| Arbitro: \| Waltert \| |
| Arbitro:                                          | Waltert |               |                  |                                                          |

| Arbitro: | Malbranc |

|                                 |           |                         |
| Walter 22’, 79’ Bührer 70’, 77’ | Marcatori | 9’ Killmaier 29’ Remark |

| Arbitro: | Redelfs |

|                                 |           |                    |
| Vittinghoff 38’ Guðlaugsson 81’ | Marcatori | 1’ Bührer 60’ Hein |

| Arbitro: | Wuttke |

|                                       |           |  |
| Sebert 35’ (rig.) Walter 78’ Hein 90’ | Marcatori |  |

| Arbitro: | Wippker |

|            |           |  |
| Traser 36’ | Marcatori |  |

#### Girone di ritorno
| Arbitro: | Retzmann |

|  |           |          |
|  | Marcatori | 43’ Hein |

| Arbitro: | Kautschor |

|                                             |           |                        |
| Walter 2’ Schlindwein 53’ Sebert 77’ (rig.) | Marcatori | 3’ Nickel 79’ Buchwald |

| Arbitro: | Osmers |

|                                         |           |            |
| Frömberg 16’ Steubing 44’ Loontiens 84’ | Marcatori | 68’ Walter |

| Arbitro: | Ross |

|           |           |  |
| Schön 87’ | Marcatori |  |

| Arbitro: | Uhlig |

|                                  |           |  |
| Franusch 43’ Kutzop 66’ Bein 83’ | Marcatori |  |

| Arbitro: | Eschweiler |

|           |           |  |
| Böhni 26’ | Marcatori |  |

| Osnabrück 6 marzo 1982, ore 15:00 CET 26ª giornata | Osnabrück | 0 – 0 referto | Waldhof Mannheim | Stadion an der Bremer Brücke (4 000 spett.)\| Arbitro: \| Wahmann \| |
| Arbitro:                                           | Wahmann   |               |                  |                                                                      |

| Arbitro: | Linn |

|                       |           |          |
| Bührer 12’ Walter 45’ | Marcatori | 78’ Lenz |

| Arbitro: | Assenmacher |

|  |           |          |
|  | Marcatori | 75’ Hein |

| Mannheim 3 aprile 1982, ore 15:00 CEST 29ª giornata | Waldhof Mannheim | 0 – 0 referto | Alemannia Aquisgrana | Stadion am Alsenweg (8 000 spett.)\| Arbitro: \| Werner \| |
| Arbitro:                                            | Werner           |               |                      |                                                            |

| Arbitro: | Heitmann |

|                      |           |             |
| Walter 46’ Makan 47’ | Marcatori | 51’ Tüfekçi |

| Arbitro: | Correll |

|  |           |         |
|  | Marcatori | 7’ Hein |

| Arbitro: | Reichmann |

|           |           |          |
| Böhni 17’ | Marcatori | 84’ Goll |

| Arbitro: | Wippker |

|  |           |           |
|  | Marcatori | 86’ Böhni |

| Arbitro: | Wuttke |

|                 |           |                   |
| Bührer 45’, 73’ | Marcatori | 41’, 59’ Dubovina |

| Arbitro: | Eschweiler |

|                            |           |                               |
| Gruler 33’ Remark 69’, 77’ | Marcatori | 67’ Hein 76’ Sebert 90’ Böhni |

| Arbitro: | Niebergall |

|                             |           |                          |
| Sebert 62’ (rig.) Böhni 88’ | Marcatori | 45’ Werres 74’ Hanschitz |

| Arbitro: | Schmidhuber |

|                       |           |          |
| Meisel 28’ Binder 65’ | Marcatori | 20’ Hein |

| Arbitro: | Hennig |

|                    |           |                       |
| Makan 57’ Hein 87’ | Marcatori | 38’ Kempa 74’ Pallaks |

### Coppa di Germania
| Arbitro: | Winkler |

|  |           |                    |
|  | Marcatori | 67’ Böhni 90’ Hein |

| Arbitro: | Correll |

|  |           |            |
|  | Marcatori | 95’ Walter |

| Arbitro: | Böhm |

|                            |           |              |
| Walter 35’, 68’ Bührer 79’ | Marcatori | 40’ Bruckert |

| Arbitro: | Huster |

|            |           |             |
| Walter 36’ | Marcatori | 80’ Zagorny |

| Arbitro: | Umbach |

|                                             |           |                 |
| Schlindwein 2’ (aut.) Abel 83’ Schreier 88’ | Marcatori | 30’ Schlindwein |

## Statistiche

### Statistiche di squadra
| Competizione      | Punti | In casa | In casa | In casa | In casa | In casa | In casa | In trasferta | In trasferta | In trasferta | In trasferta | In trasferta | In trasferta | Totale | Totale | Totale | Totale | Totale | Totale | DR  |
| Competizione      | Punti | G       | V       | N       | P       | Gf      | Gs      | G            | V            | N            | P            | Gf           | Gs           | G      | V      | N      | P      | Gf     | Gs     | DR  |
| ----------------- | ----- | ------- | ------- | ------- | ------- | ------- | ------- | ------------ | ------------ | ------------ | ------------ | ------------ | ------------ | ------ | ------ | ------ | ------ | ------ | ------ | --- |
| 2. Bundesliga     | 44    | 19      | 12      | 6       | 1       | 36      | 18      | 19           | 4            | 6            | 9            | 15           | 26           | 38     | 16     | 12     | 10     | 51     | 44     | +7  |
| Coppa di Germania | -     | 2       | 1       | 1       | 0       | 4       | 2       | 3            | 2            | 0            | 1            | 4            | 3            | 5      | 3      | 1      | 1      | 8      | 5      | +3  |
| Totale            | 44    | 21      | 13      | 7       | 1       | 40      | 20      | 22           | 6            | 6            | 10           | 19           | 29           | 43     | 19     | 13     | 11     | 59     | 49     | +10 |

### Andamento in campionato
| Giornata  | 1 | 2  | 3 | 4 | 5 | 6 | 7  | 8  | 9  | 10 | 11 | 12 | 13 | 14 | 15 | 16 | 17 | 18 | 19 | 20 | 21 | 22 | 23 | 24 | 25 | 26 | 27 | 28 | 29 | 30 | 31 | 32 | 33 | 34 | 35 | 36 | 37 | 38 |
| --------- | - | -- | - | - | - | - | -- | -- | -- | -- | -- | -- | -- | -- | -- | -- | -- | -- | -- | -- | -- | -- | -- | -- | -- | -- | -- | -- | -- | -- | -- | -- | -- | -- | -- | -- | -- | -- |
| Luogo     | C | T  | C | T | C | T | C  | T  | C  | T  | T  | C  | T  | C  | T  | C  | T  | C  | T  | T  | C  | T  | C  | T  | C  | T  | C  | T  | C  | C  | T  | C  | T  | C  | T  | C  | T  | C  |
| Risultato | N | P  | V | N | V | P | P  | N  | V  | P  | P  | V  | P  | V  | N  | V  | N  | V  | P  | V  | V  | P  | V  | P  | V  | N  | V  | V  | N  | V  | V  | N  | V  | N  | N  | N  | P  | N  |
| Posizione | 7 | 17 | 7 | 8 | 6 | 8 | 15 | 14 | 11 | 14 | 14 | 13 | 15 | 13 | 13 | 9  | 9  | 9  | 11 | 9  | 8  | 9  | 8  | 12 | 10 | 8  | 8  | 6  | 7  | 7  | 5  | 6  | 5  | 4  | 5  | 5  | 6  | 6  |

Legenda:

Luogo: C = Casa; T = Trasferta. Risultato: V = Vittoria; N = Pareggio; P = Sconfitta.

### Statistiche dei giocatori
| Giocatore      | 2. Bundesliga | 2. Bundesliga | 2. Bundesliga | 2. Bundesliga | Coppa di Germania | Coppa di Germania | Coppa di Germania | Coppa di Germania | Totale   | Totale | Totale      | Totale     |
| Giocatore      | Presenze      | Reti          | Ammonizioni   | Espulsioni    | Presenze          | Reti              | Ammonizioni       | Espulsioni        | Presenze | Reti   | Ammonizioni | Espulsioni |
| -------------- | ------------- | ------------- | ------------- | ------------- | ----------------- | ----------------- | ----------------- | ----------------- | -------- | ------ | ----------- | ---------- |
| M. Amiq        | 1             | 0             | 0             | 0             | 0                 | 0                 | 0                 | 0                 | 1        | 0      | 0           | 0          |
| O. Bauer       | 36            | 0             | 5             | 0             | 5                 | 0                 | 2                 | 0                 | 41       | 0      | 7           | 0          |
| W. Böhni       | 35            | 5             | 3             | 1             | 4                 | 1                 | 0                 | 0                 | 39       | 6      | 3           | 1          |
| K. Bührer      | 35            | 7             | 4             | 0             | 3                 | 1                 | 1                 | 0                 | 38       | 8      | 5           | 0          |
| R. Dickgießer  | 33            | 1             | 9             | 0             | 4                 | 0                 | 2                 | 0                 | 37       | 1      | 11          | 0          |
| K. Emig        | 16            | 0             | 0             | 0             | 3                 | 0                 | 1                 | 0                 | 19       | 0      | 1           | 0          |
| H. Hein        | 36            | 11            | 7             | 0             | 5                 | 1                 | 1                 | 0                 | 41       | 12     | 8           | 0          |
| M. Kim         | 1             | 0             | 0             | 0             | 1                 | 0                 | 0                 | 0                 | 2        | 0      | 0           | 0          |
| V. Kispert     | 6             | 0             | 0             | 0             | 2                 | 0                 | 0                 | 0                 | 8        | 0      | 0           | 0          |
| S. Knapp       | 14            | 0             | 1             | 1             | 3                 | 0                 | 0                 | 0                 | 17       | 0      | 1           | 1          |
| R. Korlatzki   | 12            | 1             | 0             | 1             | 2                 | 0                 | 0                 | 0                 | 14       | 1      | 0           | 1          |
| R. Luksch      | 3             | 0             | 0             | 0             | 0                 | 0                 | 0                 | 0                 | 3        | 0      | 0           | 0          |
| J. Makan       | 32            | 6             | 5             | 0             | 5                 | 0                 | 1                 | 0                 | 37       | 6      | 6           | 0          |
| W. Pradt       | 25            | 0             | 0             | 1             | 4                 | 0                 | 0                 | 0                 | 29       | 0      | 0           | 1          |
| U. Quaisser    | 36            | 0             | 3             | 0             | 3                 | 0                 | 2                 | 0                 | 39       | 0      | 5           | 0          |
| D. Schlindwein | 37            | 2             | 1             | 0             | 4                 | 1                 | 0                 | 0                 | 41       | 3      | 1           | 0          |
| A. Schön       | 28            | 1             | 1             | 0             | 3                 | 0                 | 1                 | 0                 | 31       | 1      | 2           | 0          |
| G. Sebert      | 36            | 6             | 8             | 0             | 5                 | 0                 | 1                 | 0                 | 41       | 6      | 9           | 0          |
| D. Tsionanīs   | 13            | 0             | 2             | 0             | 1                 | 0                 | 0                 | 0                 | 14       | 0      | 2           | 0          |
| P. Tsionanīs   | 2             | 0             | 0             | 0             | 0                 | 0                 | 0                 | 0                 | 2        | 0      | 0           | 0          |
| F. Walter      | 32            | 11            | 1             | 0             | 5                 | 4                 | 0                 | 0                 | 37       | 15     | 1           | 0          |
| U. Zimmermann  | 14            | 0             | 0             | 0             | 1                 | 0                 | 0                 | 0                 | 15       | 0      | 0           | 0          |